# هيئة الرقابة الإدارية (مصر)
هيئة الرقابة الإدارية هيئة رقابية مستقلة مصرية تتبع رئيس الجمهورية. تأسست بالقانون رقم 54 لسنة 1964، تأسست بهدف منع الفساد ومكافحته بكافة صوره واتخاذ الإجراءات والتدابير اللازمة للوقاية منه، ضماناً لحسن أداء الوظيفة العامة، وحفاظاً على المال العام وغيره من الأموال المملوكة للدولة.

## التشريعات المنظمة
قانون رقم 54 لسنة 1964.
- التعديلات:
  - قانون رقم 71 لسنة 1969.[6]
  - قانون رقم 116 لسنة 1974.[7]
  - قانون رقم 21 لسنة 1977.[8]
  - قانون رقم 110 لسنة 1982.[9]
  - قانون رقم 112 لسنة 1983.[10]
  - قانون رقم 207 لسنة 2017.[11]
  - قانون رقم 160 لسنة 2018.[12]

## اختصاصات هيئة الرقابة الإدارية

### الاختصاصات طبقاً لقانون إنشائها رقم 54 لسنة 1964
1. بحث وتحري أسباب القصور في العمل والإنتاج واقتراح وسائل تلافيها.
2. الكشف عن عيوب النظم الإدارية والفنية والمالية التي تعرقل سير العمل واقتراح وسائل تلافيها.
3. متابعة تنفيذ القوانين والتأكد من أن القرارات واللوائح والأنظمة السارية وافية لتحقيق الغرض منها.
4. الكشف عن المخالفات المالية والإدارية والفنية التي تقع من العاملين أثناء مباشرتهم لواجبات وظائفهم.
5. كشف وضبط الجرائم الجنائية التي تقع من غير العاملين والتي تستهدف المساس بسلامة آداء واجبات الوظيفة أو الخدمة العامة.
6. بحث الشكاوى التي يقدمها المواطنون عن مخالفة القوانين أو الإهمال في أداء واجبات الوظيفة ومقترحاتهم.
7. بحث ودراسة ما تنشره الصحافة من شكاوى أو تحقيقات صحفية تتناول نواحي الإهمال أو سوء الإدارة.
8. مد السيد رئيس مجلس الوزراء والسادة الوزراء والمحافظين بأية بيانات أو معلومات.[13]

### الاختصاصات المستحدثة بالقانون رقم 207 لسنة 2017
1. كشف وضبط الجرائم التي تستهدف الحصول على أي ربح أو منفعة باستغلال صفة أحد الموظفين العموميين أو أحد شاغلى المناصب العامة.
2. الجرائم المتعلقة بتنظيم عمليات النقد الأجنبي.
3. الجرائم المنصوص عليها بقانون تنظيم زرع الأعضاء البشرية.
4. الجرائم المنصوص عليها بقانون مكافحة الاتجار في البشر.
5. وضع ومتابعة تنفيذ الاستراتيجية الوطنية لمكافحة الفساد بالمشاركة مع الهيئات والأجهزة المعنية في الدولة.
6. التعاون والتنسيق وتبادل الخبرات والوثائق والمعلومات مع الهيئات والأجهزة الرقابية في الدولة والجهات المختصة بمكافحة الفساد في الخارج.
7. نشر قيم النزاهة والشفافية والعمل على التوعية المجتمعية بمخاطر الفساد.
8. متابعة نتائج المؤشرات الدولية والإقليمية والمحلية في مجال منع الفساد ومكافحته.[13]

بالإضافة إلى الآتى
- معاونة الجهاز الحكومي والهيئات العامة وقطاع الأعمال العام في التحري عن شاغلي وظائف الإدارة العليا.
- التحري عن حالات الكسب غير المشروع تنفيذاً لقانون الكسب غير المشروع.
- التحري عن العمليات المالية التي يشتبه في أنها تتضمن غسل أموال بالتنسيق مع وحدة مكافحة غسل الأموال بالبنك المركزي.[13]

## نطاق اختصاص هيئة الرقابة الإدارية
1. الجهاز الحكومي للدولة.
2. الهيئات العامة والجهات التابعة لها.
3. قطاع الأعمال العام والشركات التابعة له.
4. الجمعيات العامة والخاصة وأجهزة القطاع الخاص التي تباشر أعمالاً عامة.
5. جميع الجهات التي تسهم فيها الدولة.[14]

## الجرائم التي تختص هيئة الرقابة الإدارية بضبطها
- جرائم العدوان على المال العام

1. الاختلاس.
2. الاستيلاء وتسهيل الاستيلاء على المال العام.
3. التربح.
4. الإضرار بالمال العام سواء كان عمداً أو عن إهمال.
5. الغش في عقود التوريد.

- الاتجار بالوظيفة العامة

1. الرشوة.
2. إستغلال النفوذ.

- التزوير في المحررات الرسمية.
- الكسب غير المشروع.
- استغلال صفة أحد الموظفين العموميين المدنيين أو أحد شاغلى المناصب القيادية للحصول أو محاولة الحصول على أي ربح أو منفعة.
- الجرائم المتعلقة بتنظيم عمليات النقد الأجنبي.
- الجرائم المنصوص عليها بقانون تنظيم زرع الأعضاء البشرية.
- الجرائم المنصوص عليها بقانون مكافحة الاتجار بالبشر.

جرائم يتم ضبطها بالتنسيق مع بعض الجهات
- التهرب الضريبي.
- التهرب الجمركي.
- غسل الأموال.
- الغش التجارى.
- الجرائم المتعلقة بالصحة العامة.[15]

## التعاون الدولي
تهتم هيئة الرقابة الإدارية بمسايرة أحدث التطورات العالمية والدولية في مجالات مكافحة الفساد والتوعية بمخاطره وآثاره السلبية على المجتمع والاقتصاد القومي، وتقوم بالاتصال والتنسيق مع الجهات الأجنبية المتعاونة ومتابعة الاتفاقيات والمعاهدات الدولية ومنها:
- اتفاقية الأمم المتحدة لمكافحة الفساد (UNCAC).
- اتفاقية الأمم المتحدة لمكافحة الجريمة المنظمة (UNTOC).
- الاتفاقية العربية لمكافحة الفساد.
- اتفاقية الاتحاد الأفريقي لمنع ومكافحة الفساد.
- الشبكة العربية لتعزيز النزاهة والشفافية ومكافحة الفساد بالبلدان العربية.

وقد أبرمت هيئة الرقابة الإدارية العديد من البروتوكولات للتعاون وتبادل الخبرات مع العديد من الأجهزة المناظرة بالدول العربية والأجنبية.

## الإطار التشريعي
- قانون العقوبات الصادر بالقانون رقم 58 لسنة 1937.
- قانون الإجراءات الجنائية الصادر بالقانون رقم 150 لسنة 1950.
- قانون إعادة تنظيم النيابة الإدارية والمحاكم التأديبية رقم 117 لسنة 1958.
- القانون رقم 75 لسنة 1963 في شأن تنظيم هيئة قضايا الدولة المعدل بالقانون رقم 10 لسنة 1986.
- قانون إعادة تنظيم هيئة الرقابة الإدارية رقم 54 لسنة 1964 وتعديلاته الواردة بالقانون رقم 207 لسنة 2017.
- قانون الجهاز المركزى للتنظيم والإدارة رقم 118 لسنة 1964.
- قانون الكسب غير المشروع رقم 11 لسنة 1968 المعدل بالقانون رقم 62 لسنة 1975.
- قانون هيئة الشرطة رقم 109 لسنة 1971.
- قانون السلطة القضائية رقم 46 لسنة 1972.
- قانون مجلس الدولة رقم 47 لسنة 1972.
- القانون رقم 47 لسنة 1973 بشأن الإدارات القانونية بالمؤسسات العامة والهيئات العامة والوحدات التابعة لها.
- قانون الجهاز المركزى للمحاسبات رقم 144 لسنة 1988.
- قانون الوظائف القيادية رقم 5 لسنة 1991 وتعديلاته مع إلغاء كل حكم يخالف أحكام قانون الخدمة المدنية.
- قانون المناقصات والمزايدات رقم 89 لسنة 1998 وتعديلاته الصادرة بالقانون رقم 182 لسنة 2018.
- قانون غسل الأموال رقم 80 لسنة 2002 وتعديلاته بالقانون رقم 36 لسنة 2014.
- قانون البنك المركزى والجهاز المصرفى رقم 88 لسنة 2003.
- قانون تنظيم المنافسة ومنع الممارسات الاحتكارية رقم 3 لسنة 2005.
- قانون إنشاء الهيئة العامة للرقابة المالية رقم 10 لسنة 2009.
- قانون حظر تعارض مصالح المسئولين في الدولة رقم 106 لسنة 2013.
- قانون الخدمة المدنية رقم 81 لسنة 2016.[17]

## الأكاديمية الوطنية لمكافحة الفساد
تعد الأكاديمية الوطنية لمكافحة الفساد، هي المرجعية الأساسية للتعليم والتدريب على العلوم والمعارف والمهارات المتعلقة بمكافحة الفساد والوقاية منه، والمجالات الأخرى ذات الصلة، على كل من المستوى الوطني والإقليمي والعالمي. تهدف الأكاديمية لتقديم الخدمات المعرفية والعلمية والتدريبية المتميزة، للمجتمع المصري والإقليمي والدولي، في مجال منع ومكافحة الفساد والوقاية منه، والمجالات ذات الصلة، بأعلى درجات الجودة والحداثة، وذلك باستخدام أحدث منهجيات التعليم والتدريب، بالاستعانة بالتقنيات التكنولوجية الحديثة، للوصول منظومة تدريبية متكاملة ومتطورة.

## رؤساء الهيئة
- عمرو عادل (2022 - حتى الآن).[19]
- حسن عبد الشافي (2020 - 2022).[20]
- شريف سيف الدين (2018 - 2020).[21]
- محمد عرفان جمال الدين (2015 - 2018).
- محمد عمر هيبة (2012 - 2015).
- محمد فريد التهامي (2004 - 2012).
- هتلر طنطاوي (1996 - 2004).
- أحمد عبد الرحمن (1989 - 1996).
- محمود عبد الله (1982 - 1989).
- عبد الخالق شوقي (1978 - 1980).
- كمال الغر (1963 - 1978).
- محمد فتحي عبد السلام (1959 - 1963).[22]

## وصلات خارجية
- الموقع الرسمي للهيئة.
- الصفحة الرسمية للهيئة على موقع فيس بوك.